# Eugénie Grandet (film, 2021)
Pour les articles homonymes, voir Eugénie Grandet (homonymie).
 (mars 2020).
Si vous disposez d'ouvrages ou d'articles de référence ou si vous connaissez des sites web de qualité traitant du thème abordé ici, merci de compléter l'article en donnant les références utiles à sa vérifiabilité et en les liant à la section « Notes et références ».
Pour plus de détails, voir Fiche technique et Distribution.
Eugénie Grandet est un film franco-belge, réalisé par Marc Dugain et sorti en 2021. Il s'agit d'une adaptation libre du roman du même nom d'Honoré de Balzac.

## Synopsis
À Saumur, sous Louis XVIII, Félix Grandet, ancien maire avare et tyran domestique, ne s'intéresse qu'à l'accroissement de sa fortune, que personne sauf son notaire et son banquier, ne soupçonne. Sa fille Eugénie de 24 ans s'étiole ne sortant que pour aller à l'église. Un jour, le beau Charles Grandet, fils du frère de Félix Grandet, arrive de Paris en séjour chez son oncle car son père, riche négociant en faillite, le lui a demandé pour le protéger du scandale imminent à la veille de l'annonce de sa banqueroute. Eugénie et Charles s'éprennent l'un de l'autre. Félix apprend à son neveu que son père s'est suicidé entre-temps. Charles est donc ruiné et il n'est pas question qu'il épouse Eugénie. Félix accompagne son neveu prendre le bateau à Nantes pour aller en Afrique chercher fortune.
À son retour à Saumur, le père Grandet réalise qu'Eugénie a donné à Charles les pièces d'or qu'il lui offrait tous les ans pour conforter ses économies. Elle a fait en plus le serment d'attendre Charles pour s'unir à lui pour la vie. Grandet est fou de colère et enferme sa fille au pain sec et à l'eau dans sa chambre. Nanon, La bonne, lui apporte de quoi se nourrir en cachette. La femme du père Grandet se laisse mourir et demande à son mari de se réconcilier avec leur fille avant qu'elle ne meure. Félix Grandet ne le fait que non sans avoir consulté son notaire Cruchot qui l'informe que sa fille hériterait de la maison après la mort de Mme Grandet, car celle-ci l'a apportée en dot. Il se réconcilie avec Eugénie devant le lit de la mourante. Après la mort de sa mère, Eugénie accepte de signer devant Cruchot l'acte selon lequel son père s'occupe de l'héritage. Dès lors entre l'avare et sa fille détestant son père s'installe un tête-à-tête de reproches cinglants et de détestation rentrée. 
Cinq ans passent et pas de nouvelles de Charles. Félix persuade sa fille qu'il est certainement mort. Grandet meurt ensuite détesté de tous. Eugénie apprend par Cruchot qu'elle hérite d'une immense fortune, mais aussi que Charles est à Paris et qu'il va épouser la fille d'un comte. Or ce dernier ne consent au mariage que si Charles rembourse encore deux millions de dettes que son père devait.
Eugénie se rend à Paris. Elle rencontre Charles dans l'hôtel particulier du comte. Il lui avoue qu'il ne l'a pas oubliée, mais qu'il est obligé de se marier pour acquérir une position sociale. Froidement, Eugénie lui annonce qu'elle a  déjà payé sa dette et part sans un mot. De retour à Saumur, elle refuse de façon cinglante sa main au fils du notaire, attiré par sa fortune. Elle n'aura plus rien à voir avec aucun homme et se consacrera à voyager, libre et s'étant détournée à jamais de Dieu.

## Fiche technique
- Titre original : Eugénie Grandet
- Réalisation : Marc Dugain
- Scénario : Marc Dugain d'après le roman éponyme de Balzac
- Musique : Jeremy Hababou
- Décors : Séverine Baehrel, assistée de Devi Tirouvanziam
- Costumes : Isabelle Boiton
- Photographie : Gilles Porte
- Son : Lucien Balibar
- Montage : Catherine Schwartz
- Production : Patrick André, Paul-Dominique Vacharasinthu
- Sociétés de production : High Sea Production, Tribus P Films
- SOFICA : Cofinova 16, Cinéaxe 2019
- Société de distribution : Ad Vitam
- Pays de production :  France,  Belgique
- Format : couleur — 1,66:1
- Langue originale : français
- Genre : drame
- Durée : 105 minutes
- Date de sortie :
  - France : 29 septembre 2021

## Distribution
- Joséphine Japy : Eugénie Grandet
- Olivier Gourmet : Félix Grandet
- Valérie Bonneton : Madame Grandet
- César Domboy : Charles Grandet
- Nathalie Bécue : Nanon
- Anne-Marie Philipe : Mme des Grassins
- Pierre-Olivier Scotto : Monsieur des Grassins
- Bruno Raffaelli : Cruchot, père
- Jean Chevalier : Bonfons Cruchot, fils
- Alexandre Laval : Adolphe des Grassins
- Philippe du Janerand : Abbé Cruchot
- François Marthouret : François Grandet
- Olivier Massart : l'acheteur belge
- Michel Bompoil : l'adjudicateur
- Didier Sauvegrain : le banquier

## Production
Le tournage du film débute le 27 janvier 2020. Le film est en partie tourné à Paris. Il se poursuit au Mans (cathédrale) en février 2020 et dans le Saumurois.